# Округ Ворд (Северна Дакота)
Округ Ворд (енгл. Ward County) је округ у америчкој савезној држави Северна Дакота.

## Демографија
По попису из 2010. године број становника је 61.675, што је 2.88 (4,9%) становника више него 2000. године.
| Група             | 2000.          | 2010.          |
| Белци             | 53.786 (91,5%) | 54.717 (88,7%) |
| Афроамериканци    | 1.305 (2,2%)   | 1.542 (2,5%)   |
| Азијати           | 483 (0,8%)     | 583 (0,9%)     |
| Хиспаноамериканци | 1.125 (1,9%)   | 1.869 (3,0%)   |
| Укупно            | 58.795         | 61.675         |